# روبرتو كوينتيرو
روبرتو كوينتيرو هو مجدف كوبي، ولد في 15 أكتوبر 1959.

## وصلات خارجية
- روبرتو كوينتيرو على موقع الاتحاد الدولي للتجديف (الإنجليزية)
- روبرتو كوينتيرو على موقع أوليمبيديا (الإنجليزية)